# Fiorini delle Indie orientali olandesi
Il fiorino era l'unità di conto delle Indie orientali olandesi dal 1602 sotto la Compagnia olandese delle Indie orientali, seguendo la pratica olandese adottata per la prima volta nel XV secolo (i fiorini non furono coniati nei Paesi Bassi tra il 1558 e il 1681 e non circolò nelle Indie fino a un secolo dopo). Una varietà di monete olandesi, spagnole e asiatiche erano nell'uso ufficiale e comune. Dopo il crollo della compagnia alla fine del XVIII secolo, il controllo delle isole tornò al governo olandese, che emise fiorini d'argento delle "Indie olandesi" e monete frazionarie d'argento e di rame fino all'indipendenza dell'Indonesia nel 1949.

## Monete

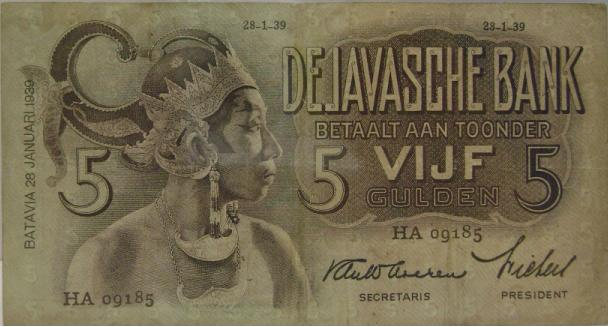
Banconota da cinque fiorini

Le monete emesse per la circolazione avevano i seguenti tagli:
| Denominazione |
| ------------- |
| ½ centesimo   |
| 1 centesimo   |
| 2½ centesimi  |
| 5 centesimi   |
| 1/10 fiorino  |
| 1/4 fiorino   |
| ½ fiorino     |
| 1 fiorino     |